# Prochondracanthus
Prochondracanthus – rodzaj widłonogów z rodziny Chondracanthidae. Nazwa naukowa tego rodzaju skorupiaków została opublikowana w 1939 roku przez japońskiego zoologa-parazytologa Satyu Yamaguti.

## Gatunki
- Prochondracanthus haliichthydis Yamaguti, 1939
- Prochondracanthus platycephali Ho, 1975